# Granat ręczny

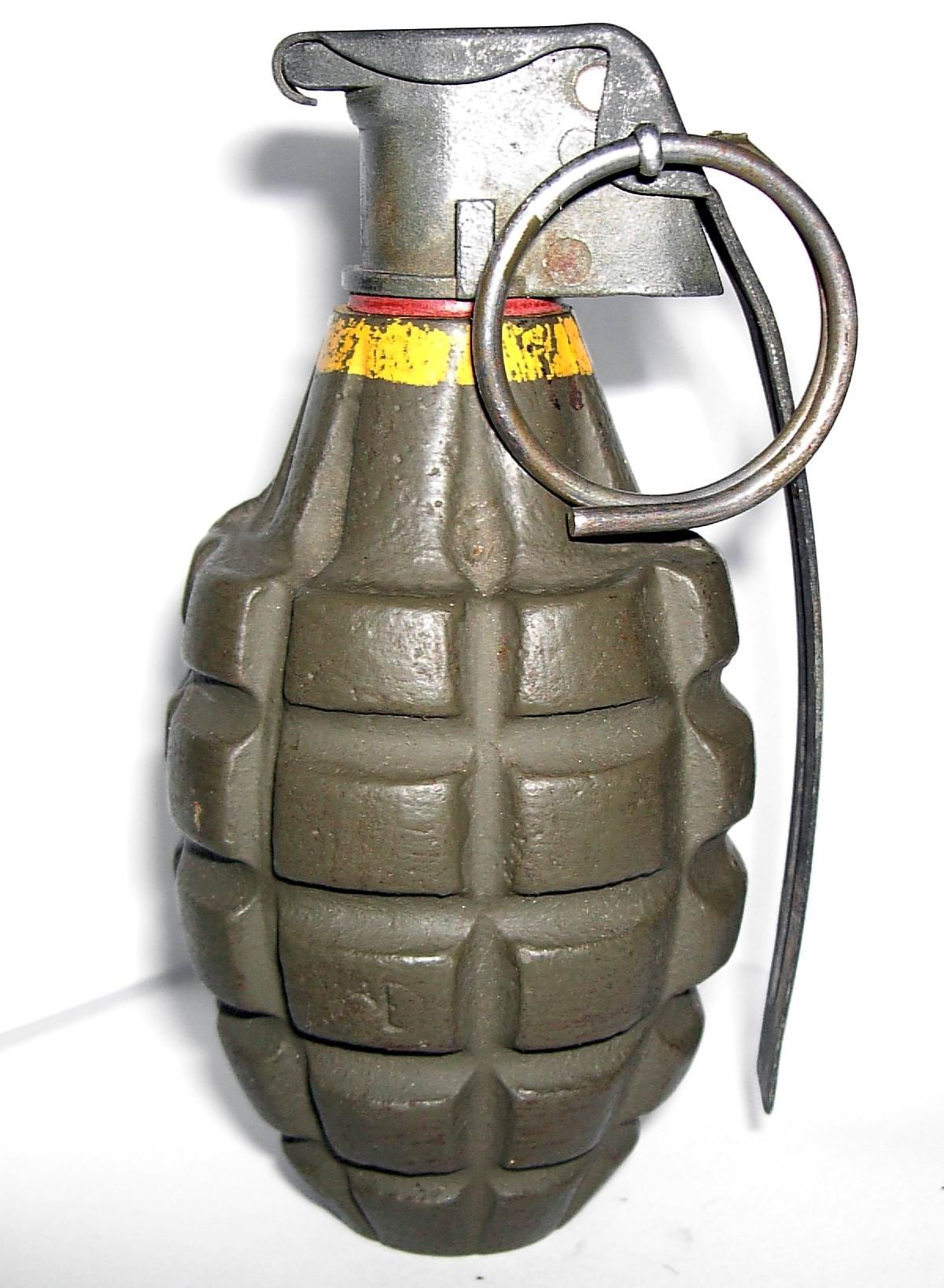
Granat ręczny MK 2

Granat ręczny – granat miotany ręcznie za pomocą siły ludzkich mięśni, wypełniony materiałem wybuchowym, dymotwórczym lub inną substancją. Wyposażony jest w zapalnik czasowy lub uderzeniowy.

## Konstrukcja
Współczesny granat ręczny składa się ze skorupy wypełnionej materiałem wybuchowym, substancją dymotwórczą, zapalającą itp. Wyposażony jest w zapalnik czasowy lub uderzeniowy. Typowy zapalnik czasowy ma podwójne zabezpieczenie w postaci zawleczki, którą wyciąga się przed użyciem granatu i łyżki – dźwigni, która zabezpiecza zapalnik przed zadziałaniem, dopóki jest przyciśnięta do korpusu granatu. W chwili rzutu łyżka odpada zwalniając sprężynę iglicy zapalnika. Iglica uderza w spłonkę odpalając ścieżkę prochową, opóźniającą detonację o kilka sekund, przeznaczone na ukrycie się rzucającego. 

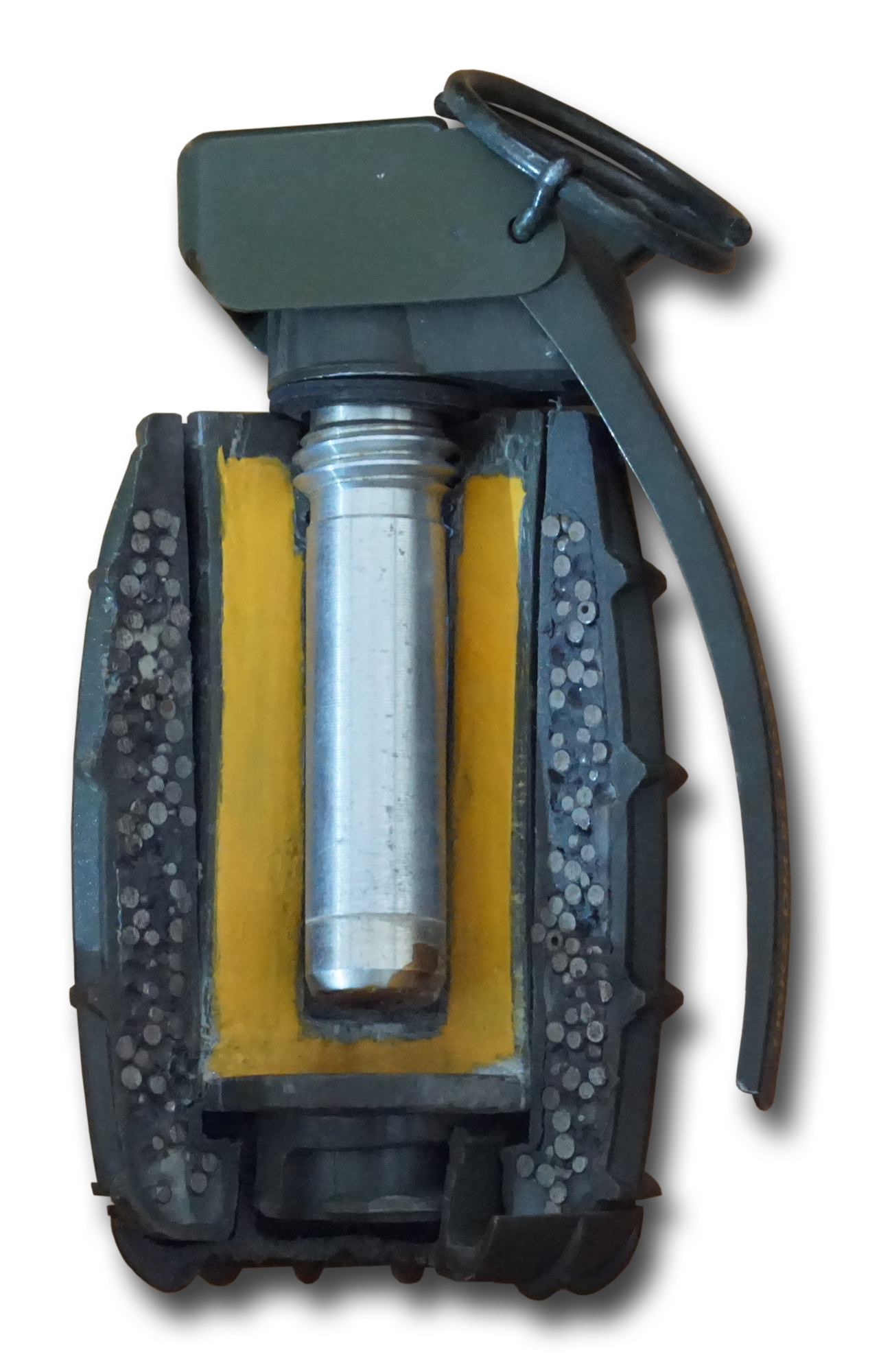
Przekrój granatu DM 51
Przekrój zapalnika czasowego

Stosunkowo rzadko pojawiały się granaty bez twardej skorupy, jak brytyjska bomba Gammona z II wojny światowej. Niektóre współczesne granaty ręczne, po dokręceniu do nich tulei, można przekształcić w granaty nasadkowe.

## Podział
- odłamkowe – rażące odłamkami, przeznaczone głównie do zwalczania siły żywej przeciwnika
  - zaczepne – działanie głównie wybuchowe (o zminimalizowanym działaniu odłamkowym), promień rażenia 5–20 m
  - obronne – działanie wybuchowo-odłamkowe, promień rażenia do 200 m
  - uniwersalne – spełniające w razie potrzeby funkcję granatu zaczepnego, obronnego, a w niektórych przypadkach również granatu nasadkowego[1]
- przeciwpancerne – z ładunkiem kumulacyjnym, przeznaczone do zwalczania celów opancerzonych, zasięg do 25 metrów, zdolność przebicia pancerza 150–200 mm[1]
- hukowo-błyskowe – obezwładniające
- dymne – wydzielające zasłonę dymną[2]
- zapalające – niszczące cel poprzez jego podpalenie[2]
- ćwiczebne – bez materiału wybuchowego, przeznaczone do celów treningowych

Ze względu na konstrukcję pod względem sposobu miotania wyróżnia się granaty:
- jajowe[2] – o formie owalnej, kulistej, lub podobnej
- trzonkowe[2] – wyposażone w długi trzonek wspomagający miotanie
- dyskowe[2] – o formie przypominającej dysk

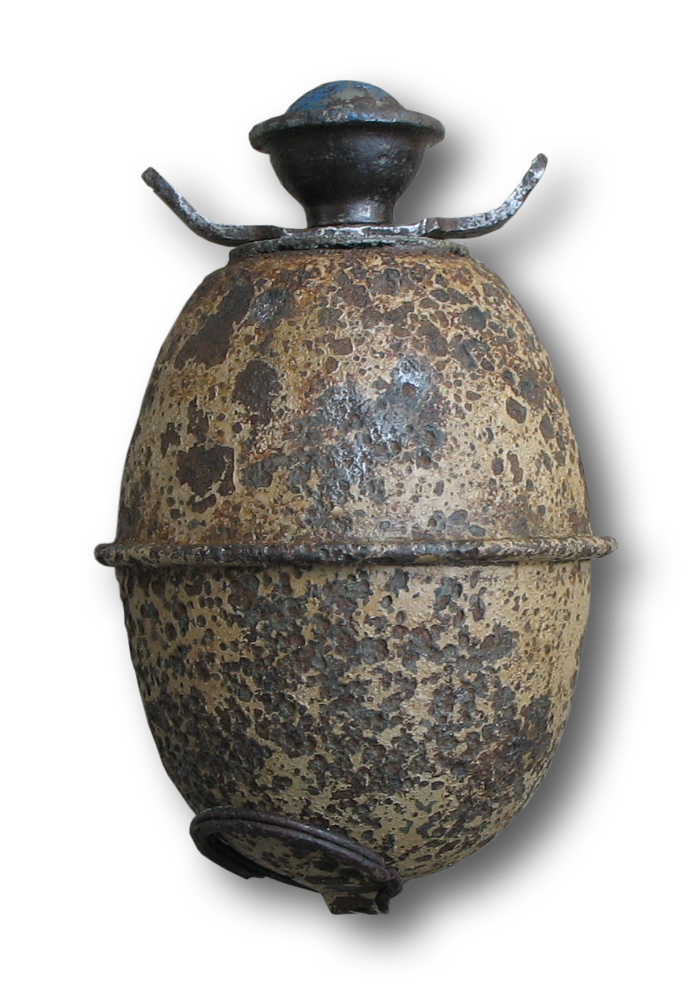
Granat jajowy Eihandgranate 39
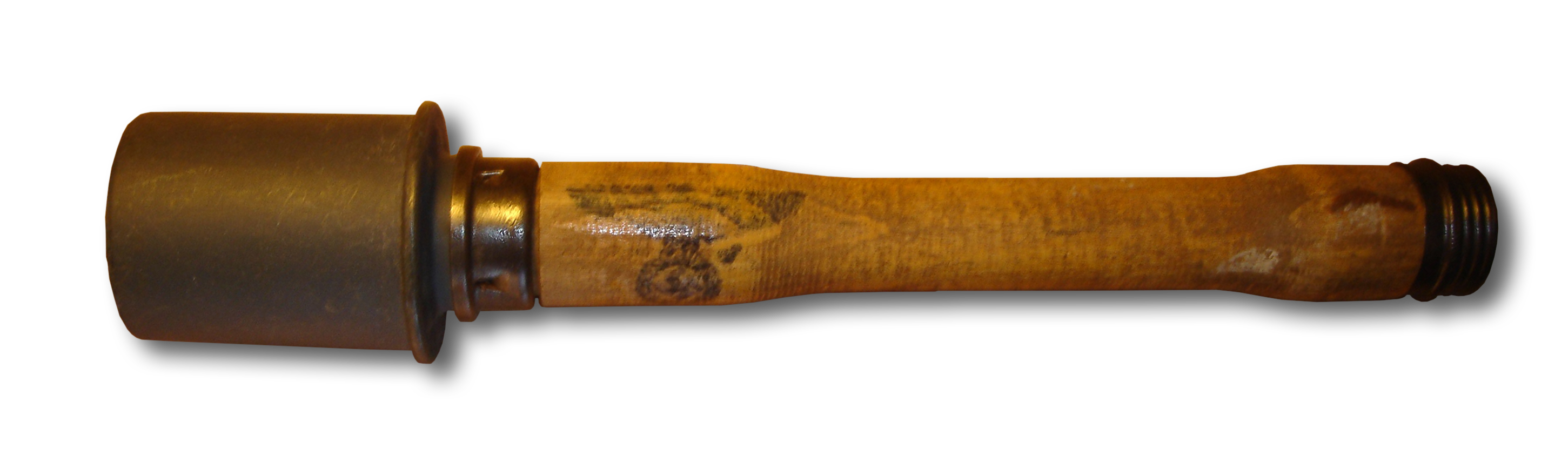
Granat trzonkowy Stielhandgranate 24
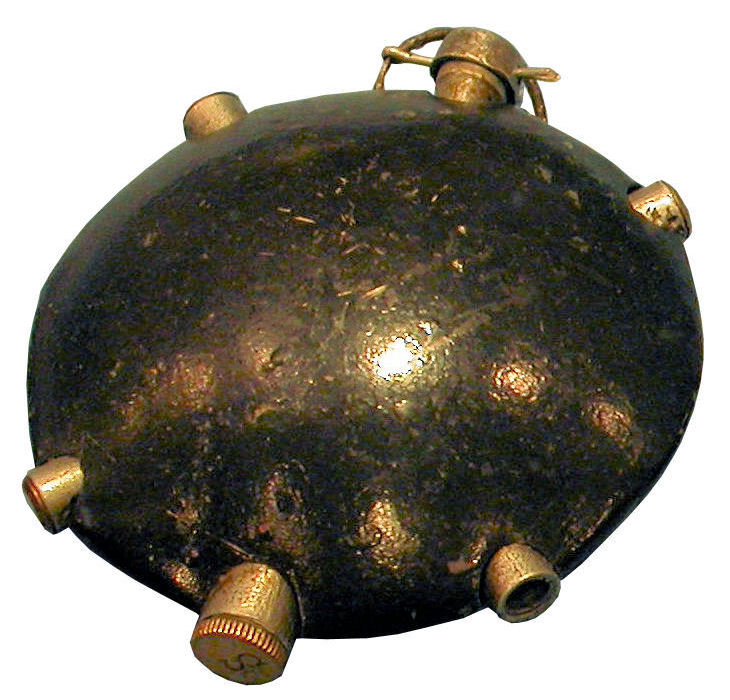
Granat dyskowy Diskushandgranate 15

## Historia
Pierwsze wersje granatów składały się ze skorupy z papieru, ceramiki lub prymitywnego szkła, wypełnionej prochem i czasem dodatkowo siekańcami metalowymi lub substancjami mającymi zwiększyć ich działanie bojowe, np. kwasem, substancjami zapalnymi, lub drażniącymi (np. wapno palone). Zapalnik miał postać lontu, który należało podpalić przed rzuceniem, co utrudniało ich użycie. Granaty tej postaci pojawiły się w Chinach za czasów dynastii Tang. Jednym z najstarszych znanych wyobrażeń jest malowidło ścienne z grot Mogao w Dunhuangu.
Pierwszy zapis o użyciu takiej żeliwnej bomby w Europie pochodzi z 1467 r., ale na większą skalę granaty rozpowszechniły się na przełomie wieków XVI i XVII. Ze względu na ich dużą masę, rekrutowano do ich użycia specjalnie silnych żołnierzy, grupując ich w oddziały grenadierów. Granaty ręczne współczesnego typu, z zapalnikiem czasowym ze zwłoką, zostały szeroko zastosowane podczas I wojny światowej (np. niemiecki stielhandgranate czy brytyjska bomba Millsa) i nadal pozostają powszechnie stosowaną bronią wojskową.

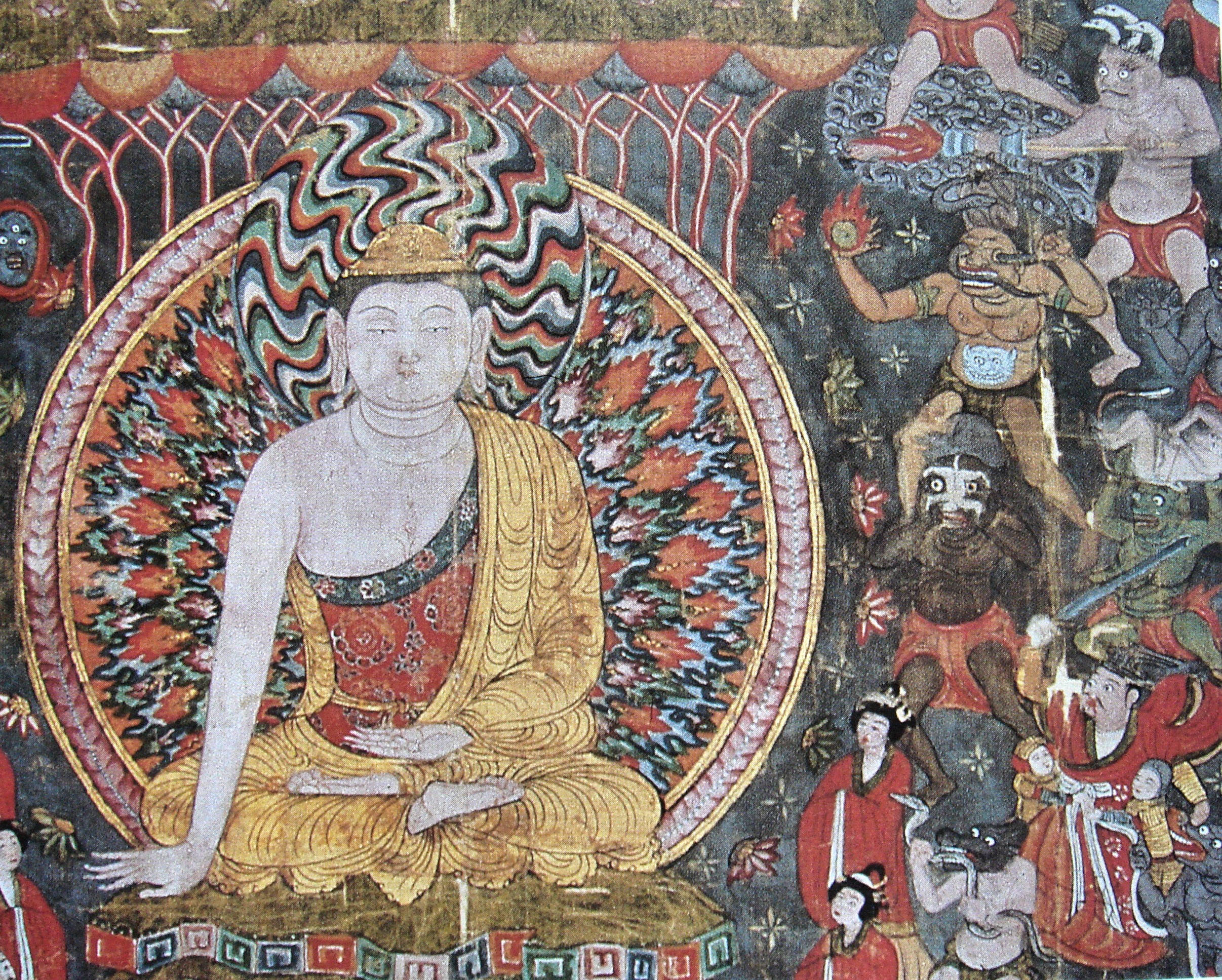
Najstarsze znane wyobrażenie granatu ręcznego i lancy ognistej; malowidło z Dunhuangu, X wiek
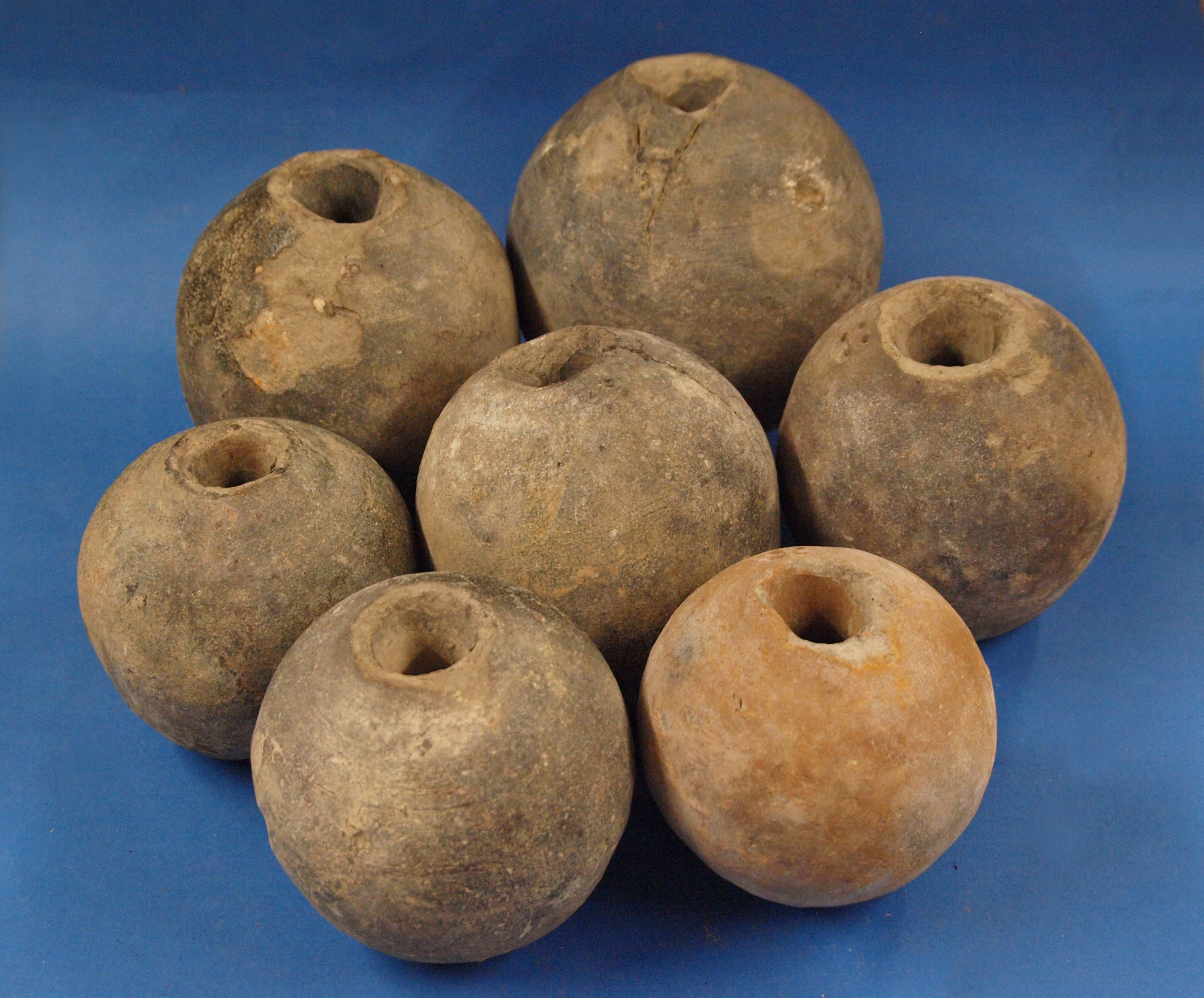
Granaty z XVII w.
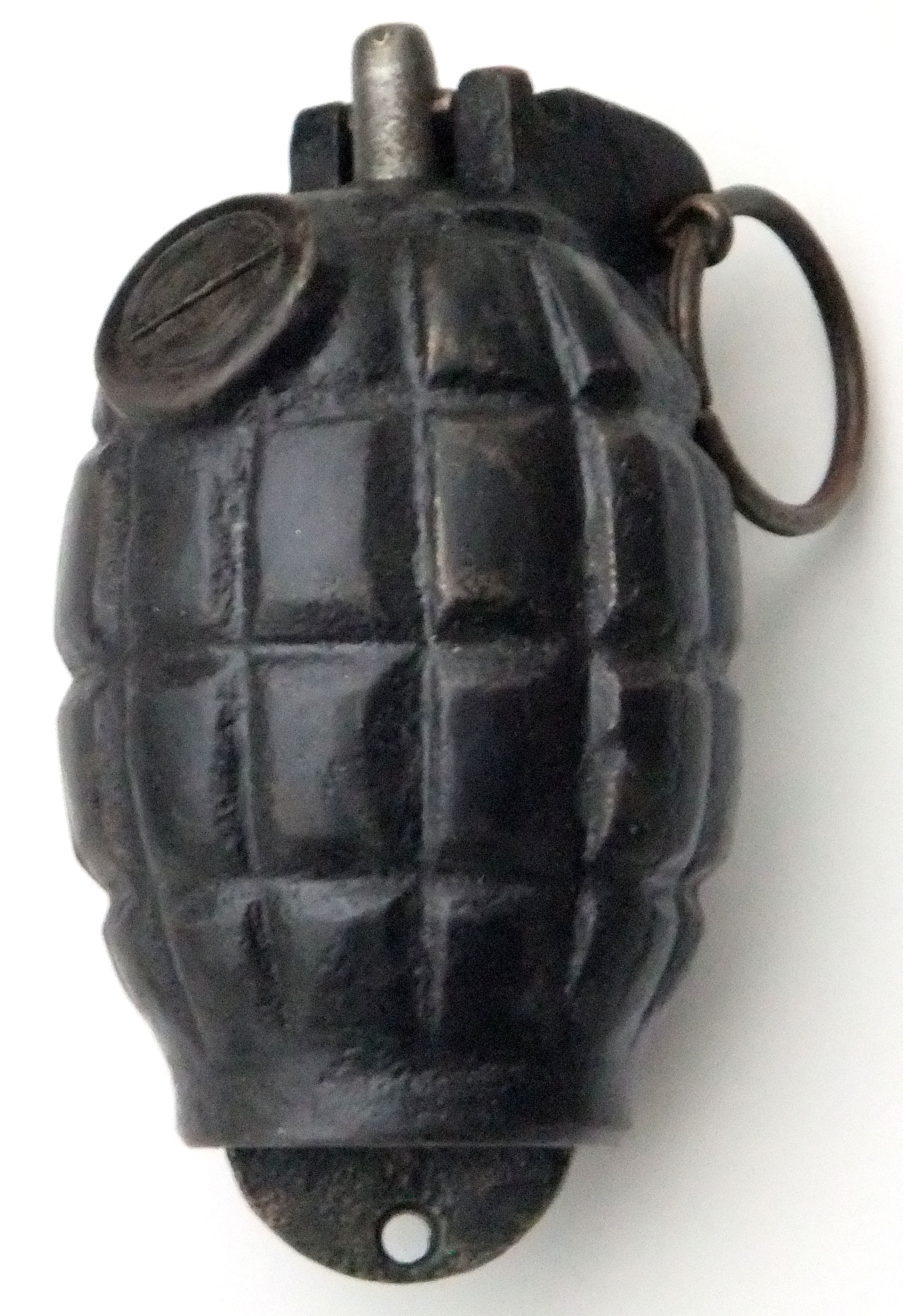
Brytyjska bomba Millsa No. 36 z okresu I wojny światowej
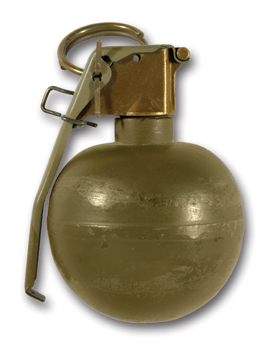
Amerykański, współczesny granat ręczny M67